# نيكي هيلتون
نيكي هيلتون (بالإنجليزية: Nicky Hilton)‏ مواليد 5 أكتوبر 1983 في نيويورك، نيويورك، الولايات المتحدة، هي ممثلة أمريكية بدأت مسيرتها الفنية عام 1992.

## وصلات خارجية
- نيكي هيلتون على موقع IMDb (الإنجليزية)
- نيكي هيلتون على موقع روتن توميتوز (الإنجليزية)
- نيكي هيلتون على موقع ألو سيني (الفرنسية)
- نيكي هيلتون على موقع تيرنر كلاسيك موفيز (الإنجليزية)
- نيكي هيلتون على موقع أول موفي (الإنجليزية)
- نيكي هيلتون على موقع إن إن دي بي (الإنجليزية)
- نيكي هيلتون على موقع قاعدة بيانات الفيلم (الإنجليزية)
- نيكي هيلتون على موقع كينوبويسك (الروسية)
- نيكي هيلتون على موقع دليل عارضات الأزياء (الإنجليزية)